# 빌바오 지하철

로고

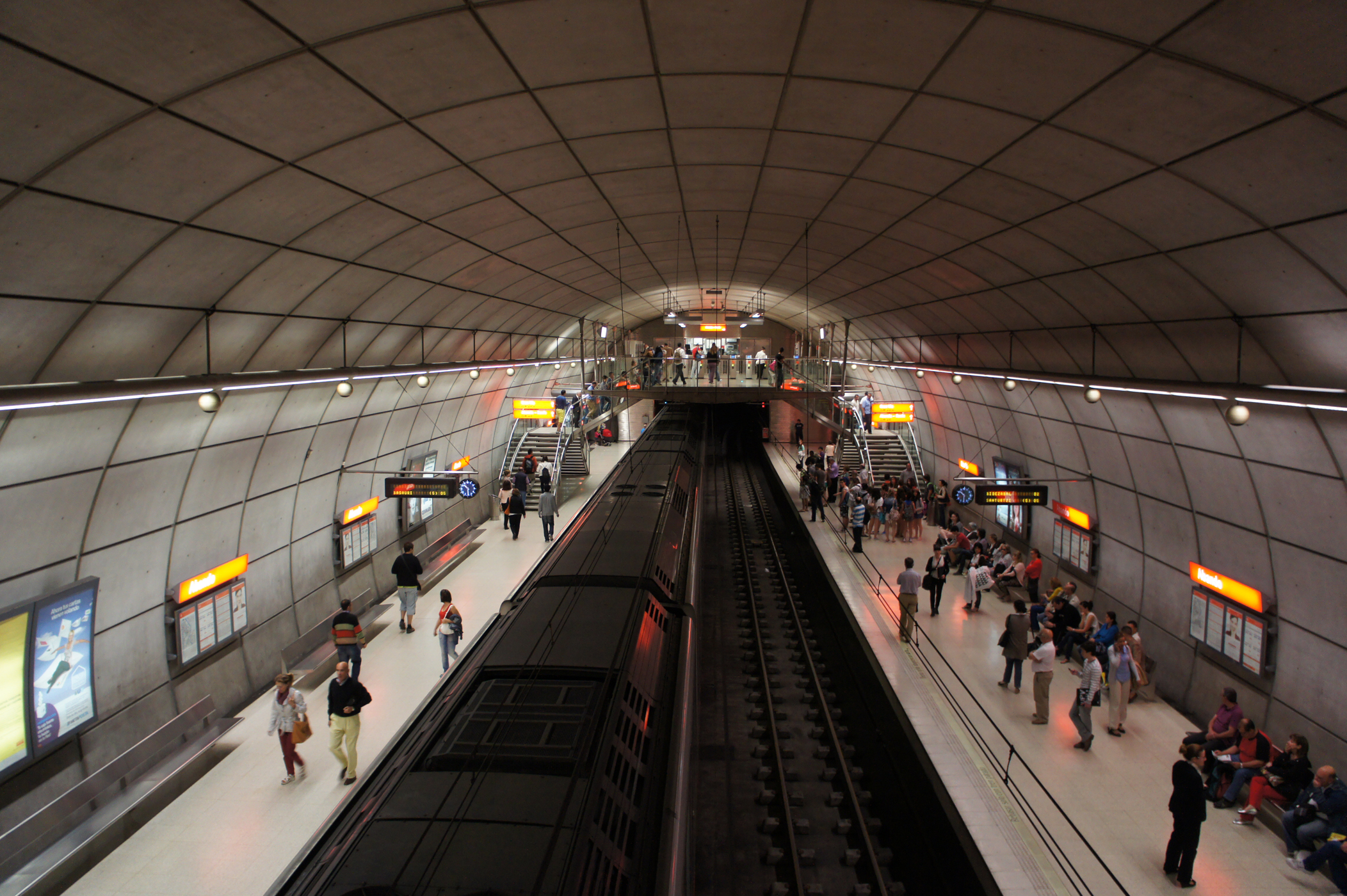
아반도역

빌바오 지하철(바스크어: Bilboko metroa, 스페인어: Metro de Bilbao)은 스페인 바스크 지방 빌바오를 중심으로 한 빌바오 대도시권에서 운행되는 철도 시스템이다.
현재 빌바오 도시철도에서는 두 개의 공영 회사가 총 3개 노선을 운영하고 있다. Metro Bilbao에서 운영하는 1호선과 2호선은 빌바오 만의 양쪽에서 시작하여 Y자 형태로 만나 바사우리까지 뻗는다. Euskotren에서 운영하는 3호선은 에체바리와 마티코를 연결하는 V자 형태의 노선이다.
빌바오 도시철도에서는 에우스코트렌 전차, 렌페 세르카니아스, 에우스코트렌 트레나(세르카니아스), 렌페 페베(세르카니아스와 레히오날)가 운용되며, 장거리 렌페와 빌바오 버스 환승역도 이용할 수 있다.

## 같이 보기
- 지하철 목록